# Parque Nacional da Peneda-Gerês
Parque Nacional da Peneda-Gerês (Peneda-Gerês nationalpark) är Portugals enda nationalpark.
Den blev utnämnd till nationalpark 1971 och omfattar ungefär 72 000 ha.
Parken ligger vid tre distrikt i nordvästra Portugal - Viana do Castelo, Braga och Vila Real.
Den är en av landets mest besökta turistmål. 

## Djurliv
- Varg
- Kungsörn
- Garrano
- Vild häst
- Rådjur
- Vildsvin
- Utter
- Vildkatt
- Stenmård
- Skivtungade grodor

## Flora
- Altaispirea
- Blåbär
- Blåtåtel
- Brandnäva
- Brudsporre
- Dvärgtörne
- Ek
- En
- Glasbjörk
- Järnek
- Klockljung
- Korkek
- Krypvide
- Kärrviol
- Ljung
- Rundsileshår
- Smultronträd
- Tysklönn
- Ärttörne
- Angelica laevis
- Erica australis
- Erica ciliaris
- Erica umbellata
- Hypericum androsaemum
- Pinguicula lusitanica
- Prunus lusitanica
- Quercus pyrenaica
- Ruscus aculeatus

## Arkeologi
- Dösar och gravar (3000–6000 f.Kr.)
- Romerska vägar, broar och milstenar

## Relaterade artiklar
- Vilarinho da Furna